# 笠嶋修次
笠嶋 修次（かさじま しゅうじ、1949年-　）は、日本の経済学者。北海学園大学名誉教授。福井県出身

## 略歴
1967年、福井県立敦賀高等学校卒業、1971年、神戸大学経営学部を卒業し中小企業金融公庫に入る。1988年、中小企業金融公庫退職。この間、国際開発センター研究員、JICA専門家（タイ国工業省）等を兼職。1990年、イエール大学経済成長センターよりM.A.取得。1997年、ウィスコンシン大学マディソン校よりPh.D.取得。1997年、タマサート大学（タイ国）経済学部専任講師。1999年、北海学園大学経済学部教授に就く。2000年、北海学園大学大学院経済研究科教授。2016年、カセサート大学（タイ国）経済学部客員教授を兼任。2017年、コンケーン大学（タイ国）経済学部客員教授を兼任。2017年、北海学園大学定年退職。同名誉教授。

## 研究
国際経済学や開発経済学が専門。特にグローバリゼーションの応用一般均衡分析を研究。学部ではミクロ経済学、外国書購読、大学院では理論経済学特殊講義Ⅰを担当。

## 業績
著書
- 逸見宜義と共著『ミクロ経済学入門』（八千代出版、2011年）
- 『貿易利益を得るのは誰か　国際貿易論』（日本経済評論社、2014年）

論文
- 世界経済の動学的応用一般均衡モデル -Dynamic GTAP Model-の理論構造（単著）, 北海学園大学『経済論集』第57巻第4号, 2010.
- 日豪自由貿易協定の経済効果と地域経済に及ぼす影響：応用一般均衡モデルによる分析（単著）, 北海学園大学『学園論集』 第56巻第4号, 2009.
- Nominal anchor exchange rate policy and equilibrium exchange rate: the case of Thai baht, 2002.
- Equilibrium exchange rate, real exchange rate misalignment, and the current account: an Econometric analysis of Thailand's experiences, 2001.